# Kolobopetalum auriculatum
Kolobopetalum auriculatum, vrsta biljke iz porodice Menispermaceae raširene u tropskoj Africi. To nje grmovita penjačica s brojnim zračnim korijenima.
Raste po kišnim šumama na nadmorskim visinama do 400 metara. Ponekad je sakupljaju za lokalnu medicinsku upotrebu. Biljka sadrži O-metil-flavinantin, koji ima strukturu sličnu morfiju i opojno-analgetsko djelovanje od oko 20% jačine morfija. Iz lišća i stabljike izdvojeni su aporfin i alkaloidi N-metilkoridin i magnoflorin.
Koristi se kod neispavanosti, kao sredstvo za ispiranje usta protiv oralnih infekcija, uključujući afte (oboljenja oralne sluznice).

## Sinonimi
- Kolobopetalum exauriculatum H.J.P.Winkl.
- Kolobopetalum salmonicolor Exell
- Kolobopetalum veilchianum Diels